# Birkelt
Birkelt (en luxembourgeois : Bierkelt ) est un lieu-dit de la commune luxembourgeoise de Berdorf située dans le canton d'Echternach.